# بديهية بيفور
بديهية بيفور هي الفكرة التي تقول بأن الدماغ لا تعرف العضلات، ولكن الحركات فقط. وهذا مهم في التنبؤ بكيفية تكيف العضلات والمجموعات العضلية مع الإرهاق.
تمت تسمية البديهية على اسم تشارلز إدوارد بيفور [الإنجليزية] (1845-1908)، وهو عالم تشريح إنجليزي.

## وصلات خارجية
- Medical glossary entry at hemmeapproach.com
- Rijntjes M (February-2006). "Mechanisms of recovery in stroke patients with hemiparesis or aphasia: new insights, old questions and the meaning of therapies". Curr. Opin. Neurol. ج. 19 ع. 1: 76–83. PMID:16415681. {{استشهاد بدورية محكمة}}: تحقق من التاريخ في: |تاريخ= (مساعدة)
- Tatu L, Moulin T, Monnier G (2005). "The discovery of encephalic arteries. From Johann Jacob Wepfer to Charles Foix". Cerebrovasc. Dis. ج. 20 ع. 6: 427–32. DOI:10.1159/000088980. PMID:16230846. مؤرشف من الأصل في 2019-12-13.{{استشهاد بدورية محكمة}}:  صيانة الاستشهاد: أسماء متعددة: قائمة المؤلفين (link)